# 小川東邦
小川東邦株式会社（おがわとうほう）は、かつて存在した主に医療用医薬品、医療機器、検査薬の卸売及び福祉用具の販売・レンタルを行っていた企業である。東邦薬品の完全子会社で共創未来グループの一社でもあったが、2013年10月1日に東邦薬品に吸収合併された。

## 沿革
- 1910年：高崎市にて小川薬局を開業。
- 1948年4月：株式会社に改組。
- 1966年7月：現在地に移転、同時に小川薬品に商号変更。
- 2003年4月：東邦薬品株式会社の群馬県における営業権を譲受。同時に現社名に商号変更。
- 2008年10月：東邦薬品株式会社の完全子会社となる。
- 2013年10月：東邦薬品株式会社に吸収合併され解散。

## 事業所
- 高崎本社・検査薬事業部、前橋営業所、太田営業所